# Anzourou
Anzourou este o comună rurală din departamentul Tillabéri, regiunea Tillabéri, Niger, cu o populație de 23.871 de locuitori (2001).